# Annette León
Annette León es una arpista egresada de la Escuela de Música Juan Manuel Olivares donde realizó estudios con la Prof. Cecila de Majo, obteniendo el título de Profesora Ejecutante de Arpa en 1981. Miembro fundador de la Orquesta Nacional Juvenil de Venezuela.
Realizó cursos de perfeccionamiento en Niza, Venecia, Festival de Tanglewood y Costa Rica con las profesoras: Jacqueline Borot, Daniella Collona, Ann Hobson Pilot, Susanne Davis. Asiste a clases magistrales en Caracas con la profesora Catherine Mitchel.
En 1978 fue seleccionada mediante concurso como Primera Arpa Solista de la Orquesta Sinfónica Simón Bolívar.
Se ha presentado como solista de las Orquestas Sinfónica Simón Bolívar, Sinfónica de Lara, Sinfónica de los Llanos, Sinfónica de Carabobo, Sinfónica de Falcón, Orquesta Sinfónica Gran Mariscal de Ayacucho, Sinfónica de Aragua, Sinfónica de Panamá y Orquesta de Cámara de la Sinfónica de Nueva York bajo la dirección de los maestros José Antonio Abreu, Carl St Clair, Akira Endo, David Machado, Jorge Ledezma, David Eaton, Eduardo Marturet, Manuel Hernández Silva, Eduardo García Barrios, Alfredo Rugeles, Tarzicio Barreto, Henry Zambrano entre otros.
Ha tenido a su cargo el estreno de importantes obras del repertorio artístico en Venezuela como el Concierto para Arpa de Heitor Villalobos en 1984, obra igualmente estrenada en Brasil en 1985; Concierto para Marimba y Arpa de M. Buendía, Concierto de Arpa de F. Marigo, entre otros.
Con el Ensamble de Arpa Clásica se presenta en el IV Congreso Mundial de Arpa en Francia. Conforma dúo con el flautista Víctor Rojas con quien ha realizado numerosos recitales en las principales salas del país y en el exterior.
Ha representado a Venezuela en los Encuentros Latinoamericanos de Arpa desde 1992 realizados en Ciudad de México, Veracruz, Caracas, Cuernavaca. Se presentó en el Primer Encuentro de Arpistas Mexicanos en Morelia.
En noviembre de 2006 se presenta junto a la Camerata Simón Bolívar para el estreno de la Opera The Flowering Tree de John Adams en la Ciudad de Viena.
Actualmente se desempeña como Jefe de la Cátedra de Arpa de FESNOJIV, profesora de Arpa en el Conservatorio Superior de Música Simón Bolívar y en el Conservatorio de Música Vicente Emilio Sojo en el estado Lara.